# Zoran Đorđević
Zoran Đorđević (* 7. listopad 1962, Valjevo) je srbský i brazilský filmový režizér, scenárista, fotograf i producent. Absolvent FAMU (Filmová a televizní fakulta Akademie múzických umění v Praze).

## Filmografie
- Na gota colorida encontra-se uma vida, Brazílie, 2017
- O Saber e Fazer, Brazílie, 2013
- Memórias Caiçaras, Brazílie, 2011[1]
- Nkisi na Diáspora: Raízes Religiosas Bantu no Brasil, Brazílie/Angola, 2007[2]
- Ilhados, Brazílie, 2000
- Por Quem Os Sinos Dobram, Brazílie, 2000
- Živeli, Srbsko, 1999
- O dia em que olhamos para o céu, Brazílie, 1997[3]
- Odiseja, Srbsko, 1995[4]
- Nostalgični koncert za violinu, Srbsko, 1995[5]
- Molitva za mrtve duše, República Checa, 1993[6]
- Nestao, Srbsko, 1992
- Pozdravi sve koji pitaju za mene, Srbsko, 1987

## Divadlo
- 1999 Čarobnjak iz Oza, Valjevo, Srbsko
- 1987 Ostrvska priča, Valjevo, Srbsko[7][8]